# Рамирес, Мартин
Марти́н Рами́рес (исп. Martín Ramírez; 1895, Тепатитлан-де-Морелос — 1963) — американский художник-самоучка мексиканского происхождения, представитель наивного искусства.

## Биография
Родился в штате Халиско. Был женат, отец четверых детей. Около 1925 года перебрался в США, работал на железной дороге. Потерял дар речи. Преследуемый галлюцинациями, был в 1931 арестован в Лос-Анджелесе, помещён в психиатрическую больницу города Стоктон c диагнозом параноидная шизофрения.
С 1945 года Рамирес начал рисовать. В 1948 переведен в больницу в Абёрне, Калифорния. Здесь его рисунки обнаружил и оценил преподаватель университета в Сакраменто, психолог и художник-любитель Тармо Пасто. Он начал снабжать пациента материалами для рисования и показал его работы своим друзьям-галеристам. Начиная с 1951 последовали выставки работ художника в Сакраменто, Чикаго, Нью-Йорке и других городах.
Мартин Рамирес умер в психбольнице от воспаления лёгких.

## Наследие
В январе — апреле 2007 Американский музей фольклорного искусства показал большую ретроспективную выставку работ Рамиреса.